# Tabernanthin
Tabernanthin ist eine chemische Verbindung aus der Gruppe der Apocynaceen-Alkaloide und Iboga-Alkaloide und ist strukturell mit Ibogain verwandt.

## Vorkommen
Tabernanthin kommt natürlich in Pflanzen wie Tabernanthe iboga und  Tabernaemontana laurifolia, beides Vertreter der Hundsgiftgewächse, vor.

## Sicherheitshinweise
Tabernanthin hat neurotoxische Wirkungen.